# Osman (cràter)
Osman és un petit cràter d'impacte situat a la cara visible de la Lluna. Pertany a la Catena Davy, que discorre cap al nord-est per l'interior del cràter Davy Y, localitzat a l'est del Mare Cognitum. Forma part d'aquesta cadena lineal de 23 petits cràters que s'estén des del punt mitjà de Davy Y cap a la conca emmurallada del cràter Ptolemeu.

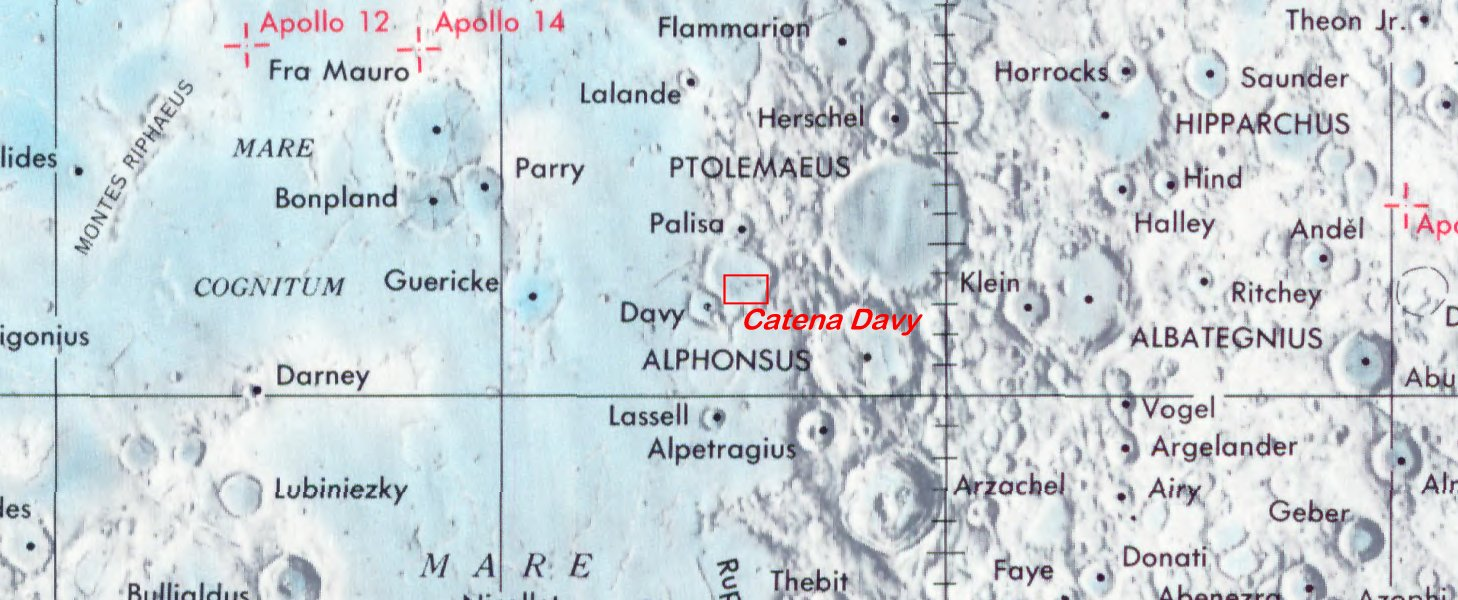
Localització de la Catena Davy (requadre al centre de la imatge)

És un cràter molt menut amb forma de bol, situat entre Susan i Priscilla.

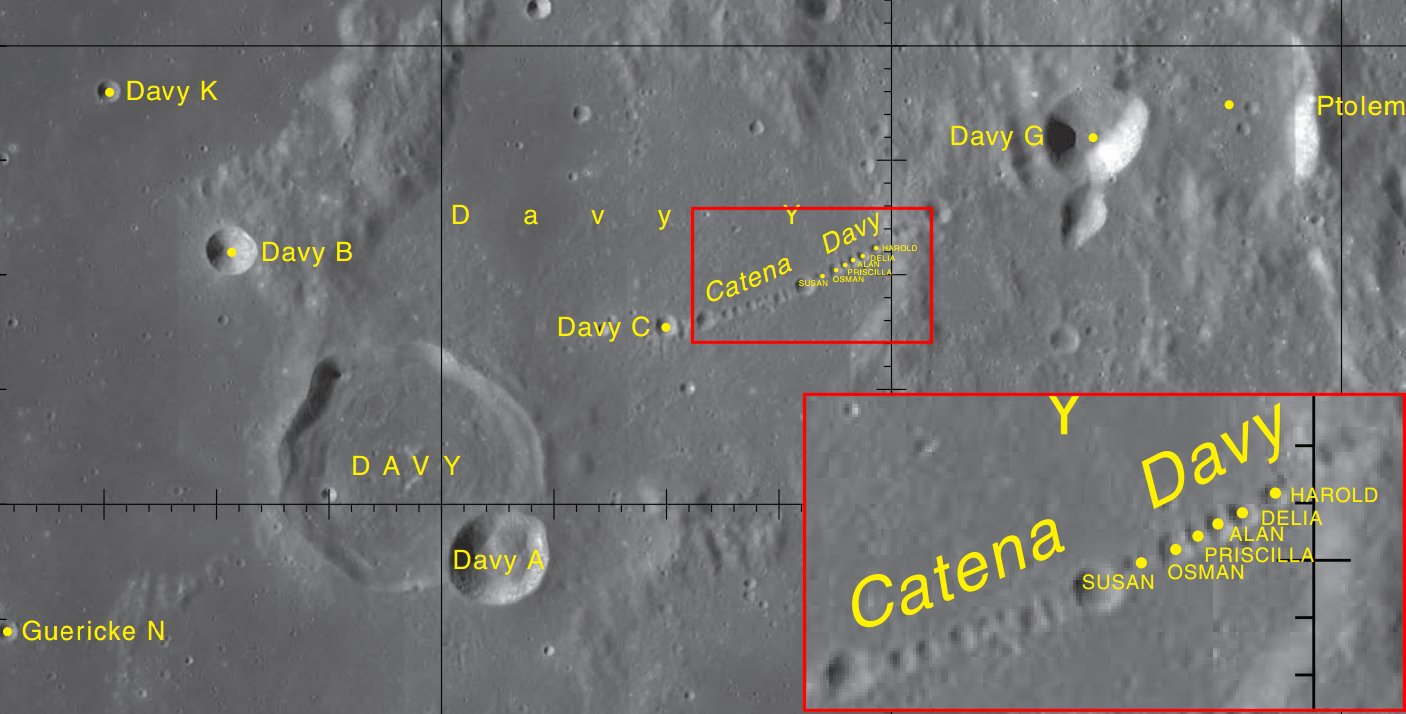
Detall Catena Davy (requadre ampliat al cantó inferior dreta)
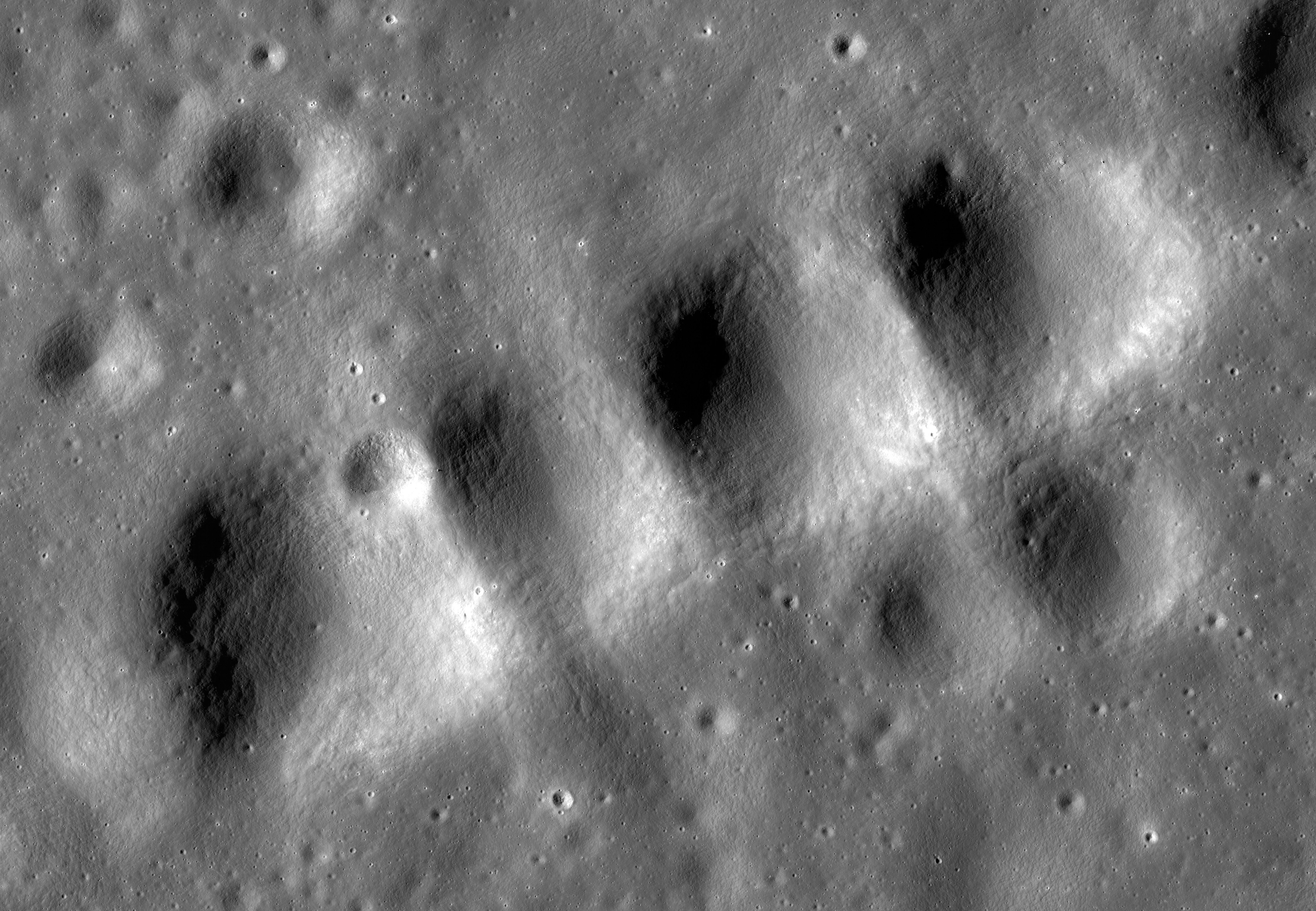
Fotografía de la misión Lunar Reconnaissance Orbiter

Sis dels cràters de la cadena tenen noms oficials, que provenen d'anotacions no oficials utilitzades al full 77D1/S1 de la sèrie de mapes Lunar Topophotomap de la NASA.
| Cràter    | Coordenades                        | Diàmetre | Origen del nom         |
| --------- | ---------------------------------- | -------- | ---------------------- |
| Alan      | 10° 54′ S, 6° 06′ O / 10.9°S,6.1°O | 2.0 km   | Nom masculí irlandès   |
| Delia     | 10° 54′ S, 6° 06′ O / 10.9°S,6.1°O | 2.0 km   | Nom femení grec        |
| Harold    | 10° 54′ S, 6° 00′ O / 10.9°S,6.0°O | 2.0 km   | Nom masculí escandinau |
| Osman     | 11° 00′ S, 6° 12′ O / 11.0°S,6.2°O | 2.0 km   | Nom masculí turc       |
| Priscilla | 10° 54′ S, 6° 12′ O / 10.9°S,6.2°O | 1.8 km   | Nom femení llatí       |
| Susan     | 11° 00′ S, 6° 18′ O / 11.0°S,6.3°O | 1.0 km   | Nom femení anglès      |

La designació, l'adoptà la UAI el 1976.